# جامع القصبة (تونس)
جامع القصبة جامع أمر ببنائه السلطان الحفصي أبو زكرياء الأول بين عامي 629 هـ/1292 م و 633 هـ/1296 م بمدينة تونس العتيقة، وكان يُسمى في العهد الحفصي باسم جامع الموحدين.
- جامع القصبة
  - الاسم : جامع القصبة
  - المكان : تونس، تونس

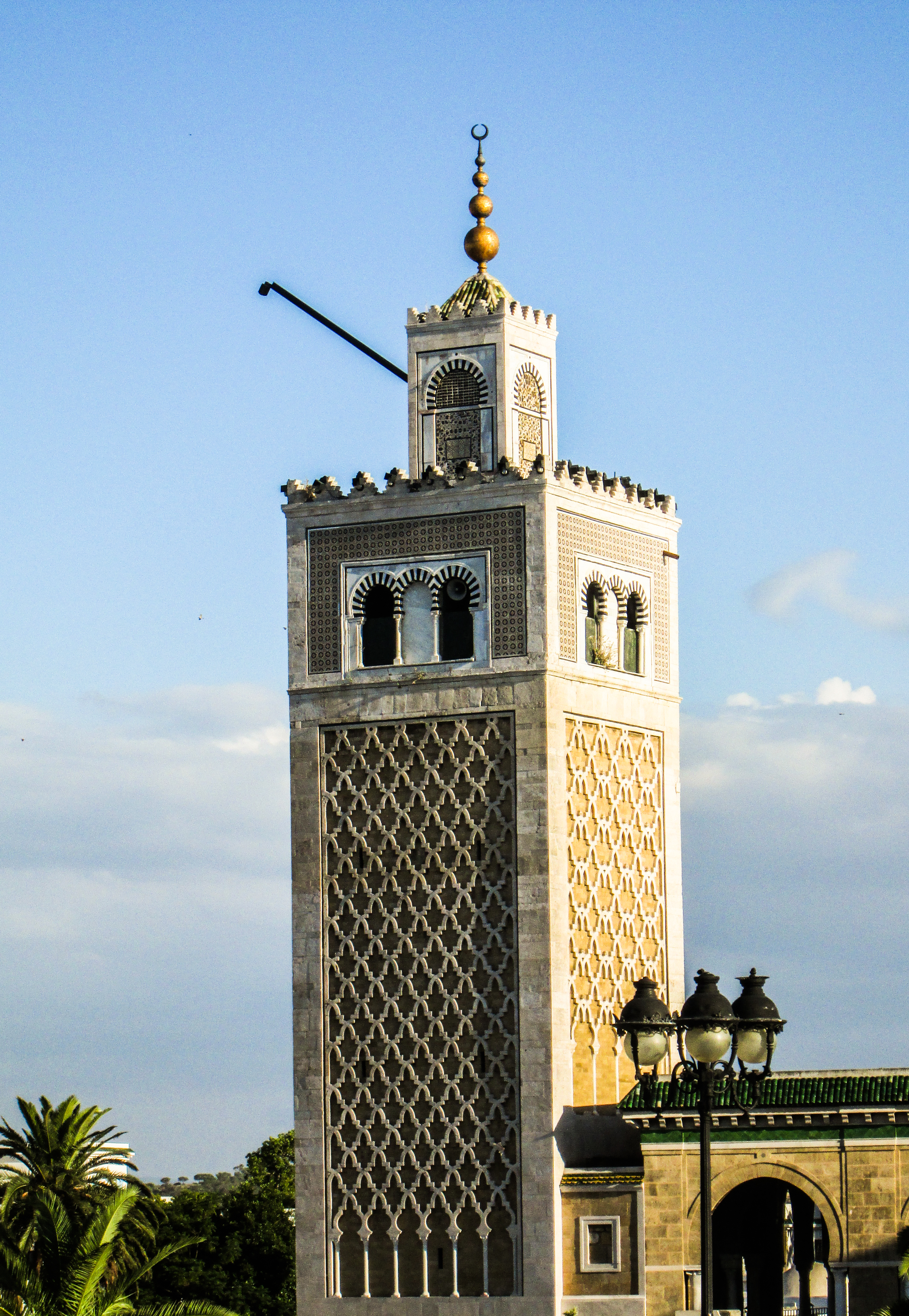
جامع القصبة

  - تاريخ/حقبة الإنشاء : 629-633هـ/1231-1235م انتهاء أشغال بناء الصومعة 1282م
  - مستلزمات الإنشاء : الحجارة والرخام والجص
  - الديكور المعماري : الرخام المنقوش
  - المرسل إليه / الوكيل : أبو زكريا يحيى الحفصي، مؤسس الدولة الحفصية
  - مؤلف : علي ابن محمد بن القاسم

بُني جامع القصبة بأمر من مؤسس الدولة الحفصية بعد إعلانه الاستقلال عن الدولة الموحدية بمراكش، وذلك بداخل القصبة التي كانت تضم أيضا مقر الحكم والقصر. كانت البناية في الأصل عبارة عن مسجد صغير لحي، لتتحول إلى جامع تقام فيه صلاة الجمعة، في الوقت الذي كانت فيه هذه الوظيفة تقتصر على جامع الزيتونة. وانطلاقا من القرن 16م، إبان الفترة العثمانية، أصبحت الصلاة تقام فيه حسب المذهب الحنفي الذي هو مذهب الحكام الجدد لبلاد إفريقية.
تنقسم قاعة الصلاة العميقة إلى سبع بلاطات وتسع أساكيب، وهو شيء نادر في المساجد الإفريقية. يحتل رواقان يرتكزان على أعمدة ويطلان على صحنين، الجهات الشمالية والشرقية. ويغطي الجدران طلاءٌ جيري وألواحٌ حجرية وأخرى رخامية. وتحمل أعمدة ذات تيجان حفصية بواسطة أكتاف عقود، أقواسا مكسورة متجاوزة تعلوها أقبية متقاطعة. هذا في حين تغطي البنايات الخارجية سطوح ذات دعامات خشبية وألواح وقبة. ينتظم المحراب الملبس بألواح رخامية على شكل كوة تعلوها قبة ذات مقرنصات من الجص وتحدها أعمدة صغيرة ذات تيجان حفصية.
شهد المسجد عدة أعمال للإصلاح والتجديد كما تشهد على ذلك التذهيبات التي تغطى تيجان المحراب. وخلال نفس الفترة (سنة 992هـ/1584م) وضع منبر من الطراز العثماني ملبس بالرخام، مكان المنبر الخشبي الحفصي.
رغم تأثره بالعمارة الدينية الأجنبية، يتبع جامع القصبة طراز المساجد الإفريقية التي تتجلى من خلال قاعة الصلاة المعمدة والقبة ذات الحنيات الركنية الموجودة أمام المحراب. لكنه على الرغم من ذلك، يبقى أول مسجد بإفريقية يحمل مميزات العمارة الموحدية وخاصة بلاطه الأوسط المعادل لكل البلاطات. هذا التصميم نجده مجسدا في جامع حسان بالرباط (القرن 12م).

ويبقى العنصر المثير الانتباه هو الصومعة التي تتخذ من خلال مكوناتها الزخرفية شكل الصوامع الموحدية المغربية والأندلسية. لكن هذا الزخرف مصنوع على الحجارة وليس فوق الآجر كما هو الحال في النماذج الأصلية المغربية. تتمدد الأقواس المتعددة الفصوص المنجزة بقاعدة الصومعة إلى الأعلى بواسطة تشبيكات ذات لون أمغر تغطي واجهات الصومعة بسلسلة من المعينات. أما الجزء العلوي فينفتح بأقواس ثلاثية متجاوزة ومحاطة بإطار من التلبيس الخزفي. يتوج الصومعة منور ذو تصميم مربع تزينه كوة ذات قوس متجاوز بكل واجهة. ختاما، تشكل هذه الصومعة النموذج الأصلي الذي احتدي به في تونس انطلاقا من هذه الفترة كما يظهر ذلك على سبيل المثال في الجامع الكبير لتستور (القرن 17م).

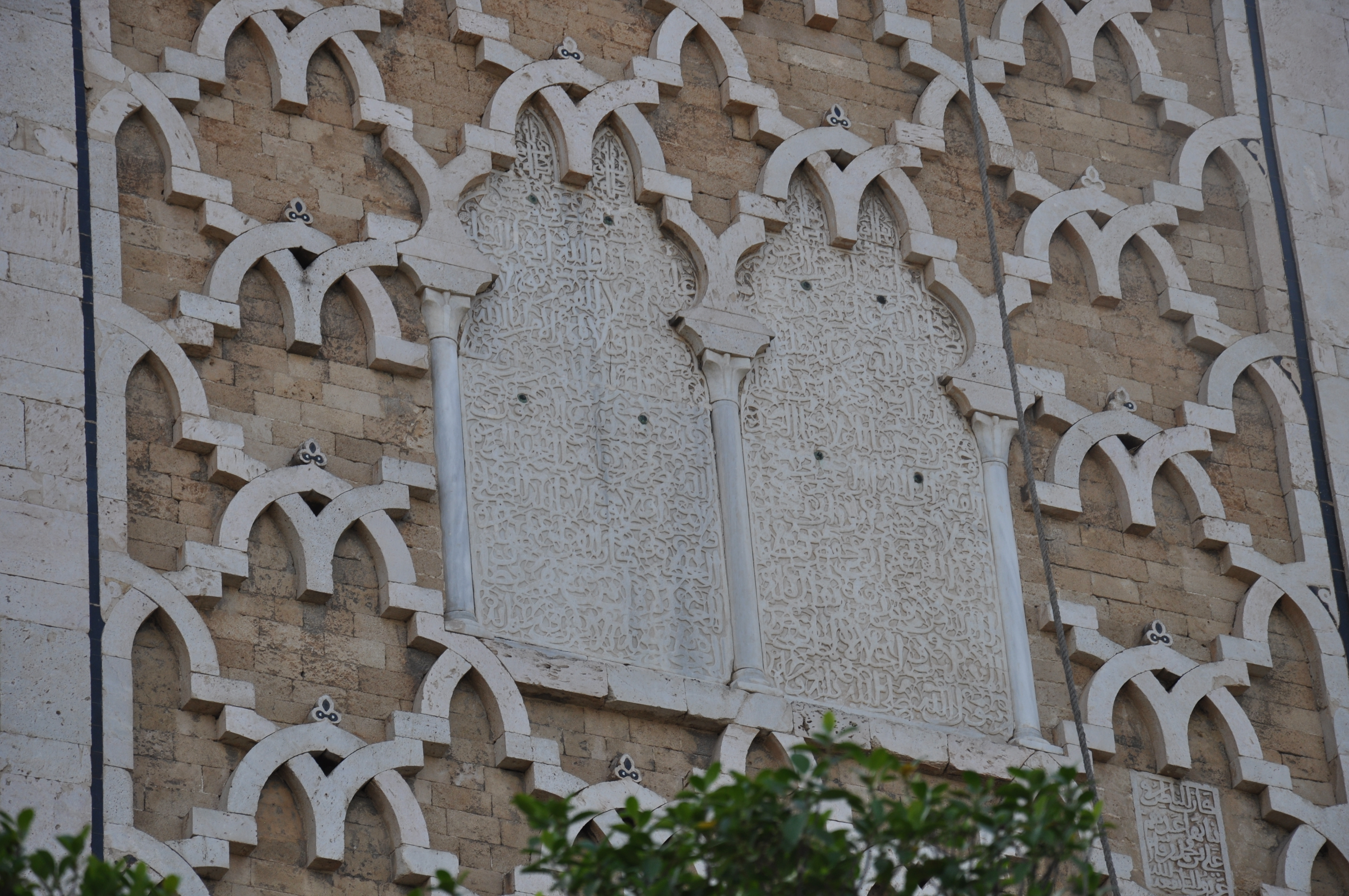
نقوش مزينة للصومعة
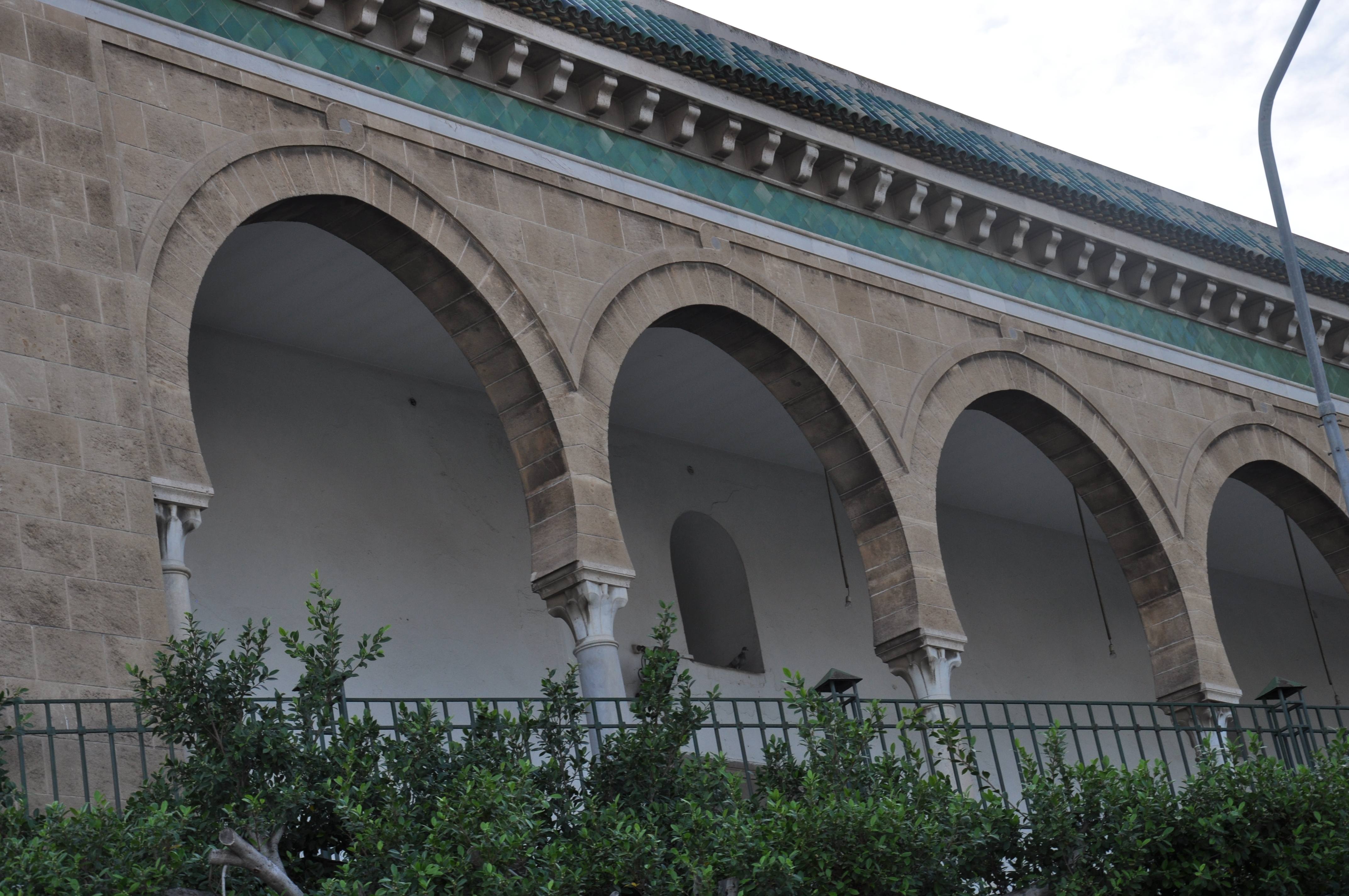
أقواس الجامع
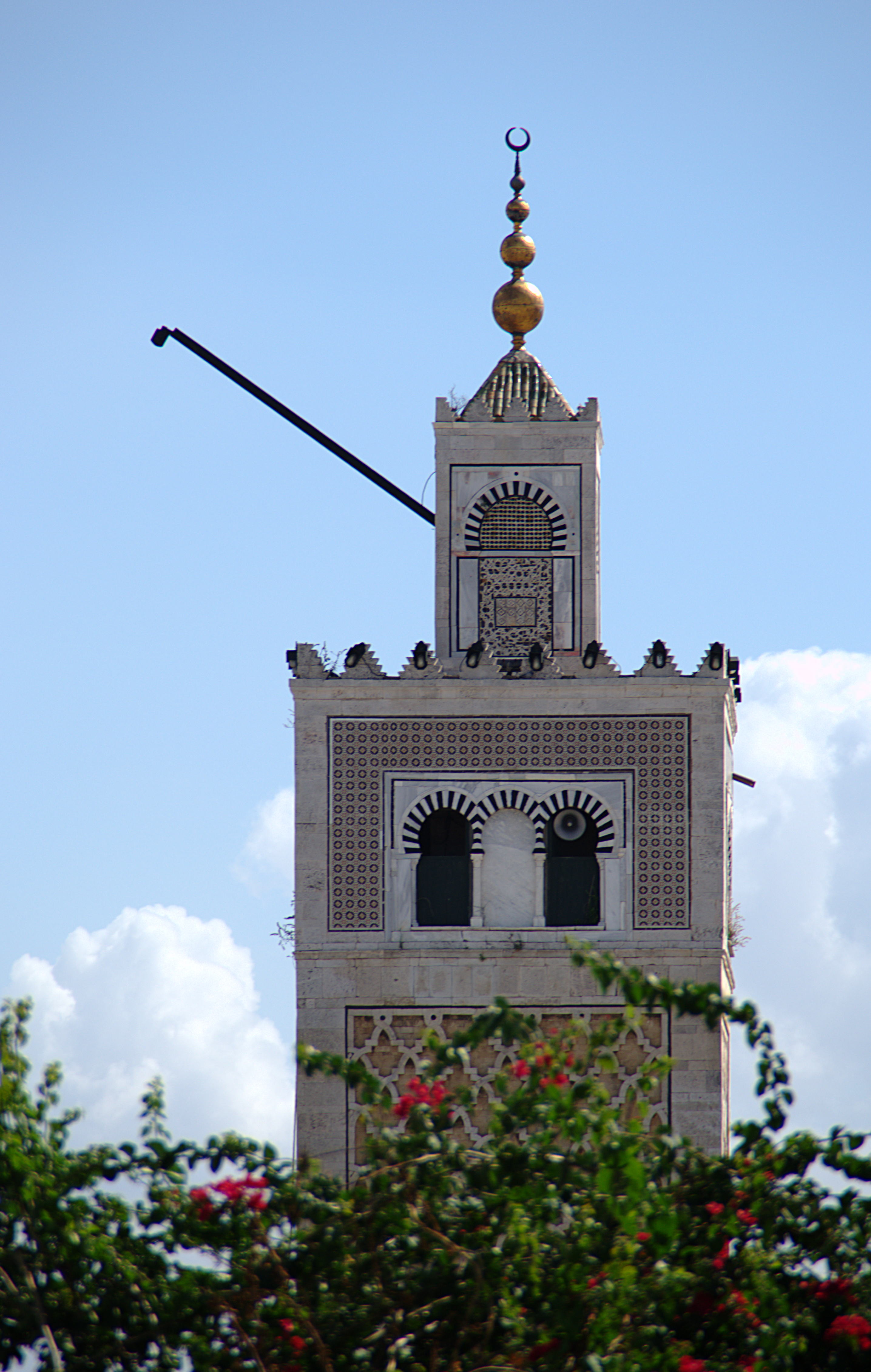
صومعة الجامع

## مقالات ذات صلة
- قائمة مساجد تونس